# Croix de bénédiction

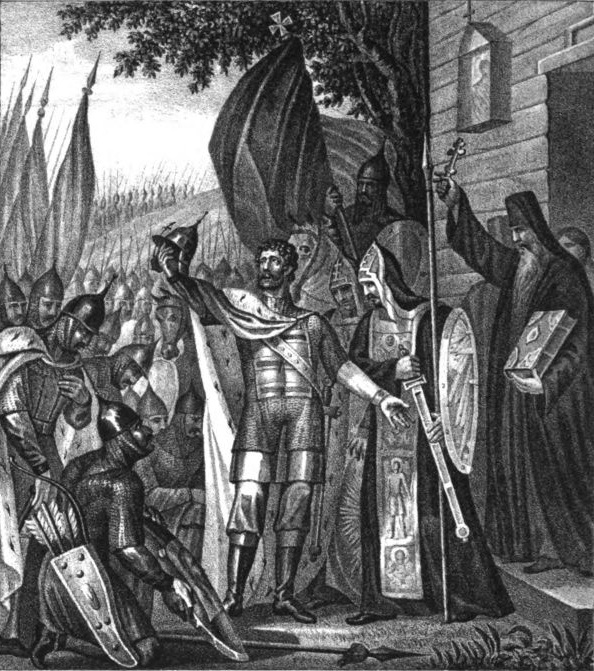
Saint Serge de Radonège (à droite, tenant l'Évangile) utilise une croix de bénédiction pour bénir le Grand-prince Dmitri Donskoi dans son combat pour repousser les Tatares à la Bataille de Koulikovo (1380).

La Croix de bénédiction est, dans les Églises d'orient — Églises orthodoxes et Églises catholiques de rite byzantin —, la croix tenue à la main par un prêtre ou un évêque pour donner sa bénédiction. Elle est souvent de métal précieux, ornée d'émaux et de pierres précieuses ou semi-précieuses. Elle peut aussi porter des icônes de Theotokos, de Saint Jean Baptiste, des quatre Évangélistes ou des Prophètes.

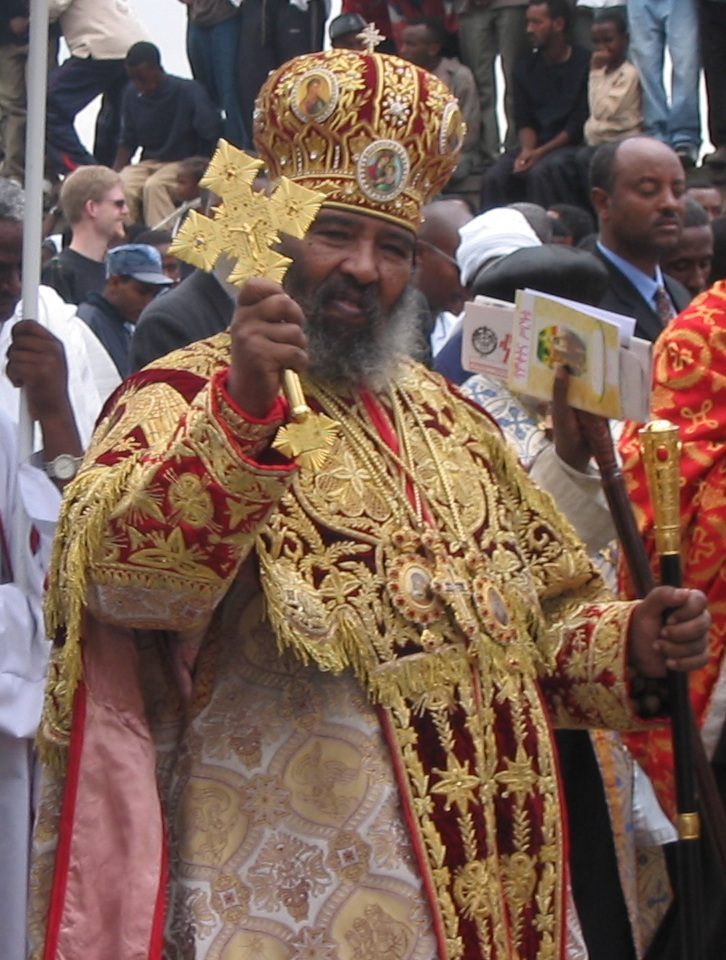
Patriarche de l'Église éthiopienne orthodoxe tenant une croix de bénédiction.

La croix de bénédiction est conservée sur l'autel et n'est utilisée qu'à certains moments de la liturgie, en particulier lors du renvoi des fidèles, lorsque le prêtre la brandit pour la bénédiction finale. Dans certaines paroisses, après la Divine Liturgie, les fidèles s'approchent pour baiser la croix ; celle-ci comporte fréquemment une icône de la Crucifixion de Jésus avec les lettres grecques ΙϹ ΧϹ / ΝΙΚΑ (Jésus, Christ / Victorieux) ; elles peuvent avoir deux faces, avec une icône de la Crucifixion d'un côté et une icône de la Résurrection de l'autre. Le côté portant l'icône de Résurrection est brandi vers le peuple les dimanches et lors des fêtes du temps pascal. 
La croix de bénédiction est aussi utilisée pour la bénédiction rituelle de l'eau : le prêtre trempe la croix dans l'eau, traçant trois fois le signe de croix. Dans le temps pascal, la croix de bénédiction peut être reliée au trikirion pascal brandi par le prêtre lors de la semaine radieuse. Dans le rite grec, c'est le diacre qui porte la croix de bénédiction lors de la Petite Entrée.
Les croix de bénédiction en usage dans les Églises des trois conciles comportent généralement une icône. Le clergé l'utilise dans la plupart des offices. Les dignitaires religieux arméniens tiennent leur croix avec un tissu orné (signe de respect). Dans certaines traditions, le prêtre porte en tous temps la croix de bénédiction, même en dehors de l'église. En Éthiopie, les croix de bénédiction sont usuellement faites de laiton.